# Fiumefreddo Bruzio
Fiumefreddo   Bruzio község (comune) Olaszország Calabria régiójában, Cosenza megyében.

## Fekvése
A Tirrén-tenger partján fekszik. Határai: Cerisano, Falconara Albanese, Longobardi és Mendicino.

## Története
Első írásos említése a 11. század elejéről származik, de a vidéket már az ókorban lakták (bruttiusok). 1054-ben Flumen Frigidum néven volt ismert. A középkorban a Szicíliai- majd a Nápolyi Királyság része volt.

## Népessége
A népesség számának alakulása:

## Főbb látnivalói
- Castello della Valle
- Palazzo Pignatelli
- Palazzo Zuppi
- Santa Chiara-templom
- San Francesco di Paola-templom
- középkori városfalak